# Kontorhaus Duisburg

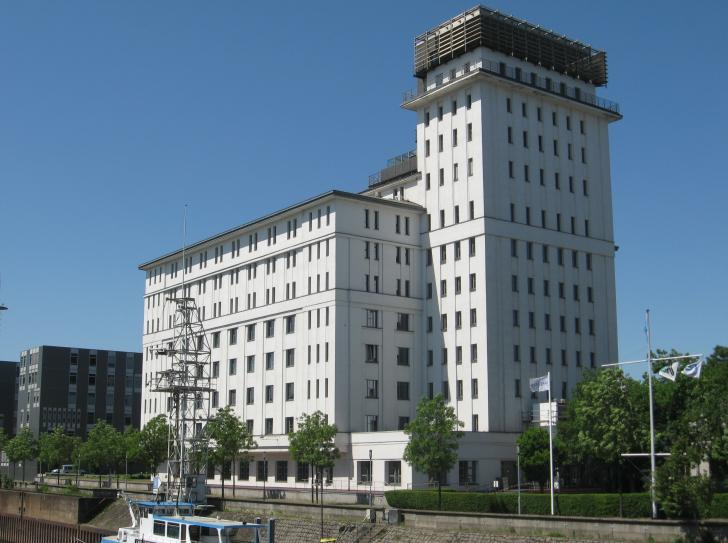
Kontorhaus im Mai 2012

Das Kontorhaus am Innenhafen von Duisburg ist ein ehemaliger Kornspeicher, der inzwischen als Büro- und Dienstleistungsgebäude genutzt wird.
Ursprünglich hatte die Firma Lehnkering 1886 neben der Schwanentorbrücke einen sechsgeschossigen, hölzernen Getreidespeicher aufgebaut, der bald darauf einen ersten Aufzug erhielt. 1889 brannte die gesamte Anlage ab und wurde 1913 nach den Plänen des Büros Gebrüder Ludwigs Architekten, Hagen aus Stahl und Beton neu aufgebaut. Im Zweiten Weltkrieg wurde das Gebäude beschädigt und musste renoviert werden. Die Speicherfunktion erfüllte es bis in die 1980er Jahre.
Von 1993 bis 1995 baute die mg Vermögensverwaltung AG nach den Plänen des Architekturbüros Braun, Voigt & Partner den Speicher als Vorzeigeobjekt im Masterplan von Sir Norman Fosters and Partner um. Auf 11.000 m² Grundfläche entstanden flexibel nutzbare Büros für 380 Arbeitsplätze. Im westlichen Teil des Gebäudes wurde in Abstimmung mit den Denkmalschützern die Fassade aufgeschnitten, sodass Licht in den inneren Teil gelangt. Im Innenhof entstand ein grüner Garten mit Wasserlauf. Brücken führen in jeder zweiten Etage von der Süd- zur Nordseite und schotten die offene Fläche etwas ab. In den oberen Etagen ragen Terrassen in den Innenraum. 
Das Haus erhielt 1996 den Architekturpreis BDA „Auszeichnung guter Bauten“.
Das Kontorhaus hat einen eigenen Pförtnerdienst und eine Cafeteria für die Mieter. Neben dem Gebäude befinden sich 150 hauseigene Parkplätze. Seit 2007 gehört es der MSREF Amanda Duisburg GmbH aus Frankfurt. 
Einer der Mieter ist die Geschäftsführung der Lehnkering & Cie, mit 2300 Mitarbeitern und einem Umsatz von rund 600 Mio. Euro inzwischen eines der führenden Logistik-Unternehmen Europas.
Im Gebäude befindet sich auch ein Berufstrainingszentrum (BTZ), in dem Psychologen und Arbeitspädagogen in einjährigen Programmen der beruflichen Rehabilitation psychisch Kranke nach einer psychiatrischen Behandlung wieder fit für den ersten Arbeitsmarkt oder eine Umschulung machen. 
Teilnehmer in Trainingsmaßnahmen des BTZ arbeiten in der Cafeteria und dem Kiosk, die allen Mietern des Kontorhauses und deren Mitarbeitern zur Verfügung stehen.